# مايكل كيليان
مايكل كيليان (بالإنجليزية: Michael Killian)‏ هو لاعب اتحاد الرغبي جنوب أفريقي، ولد في 22 نوفمبر 1983 في يوتينهاغ في جنوب أفريقيا.

## وصلات خارجية
- مايكل كيليان على موقع ItsRugby.co.uk (الإنجليزية)